# Bahía Ensenada Zaratiegui
La bahía Ensenada Zaratiegui, también denominada simplemente bahía Ensenada, es una bahía en la margen septentrional del canal Beagle, en el extremo sudoeste del sector argentino de la isla Grande de Tierra del Fuego, perteneciente al Departamento Ushuaia de la Provincia de Tierra del Fuego, Antártida e Islas del Atlántico Sur. Se encuentra rodeada de bosques magallánicos pertenecientes al parque nacional Tierra del Fuego, aunque técnicamente se encuentra fuera de él.  
Ha sido confirmada como parte soberana de la República Argentina luego de una larga disputa limítrofe con la República de Chile concerniente a la traza del canal Beagle, afectando la soberanía de las aguas e islas de su interior y los espacios marítimos adyacentes.

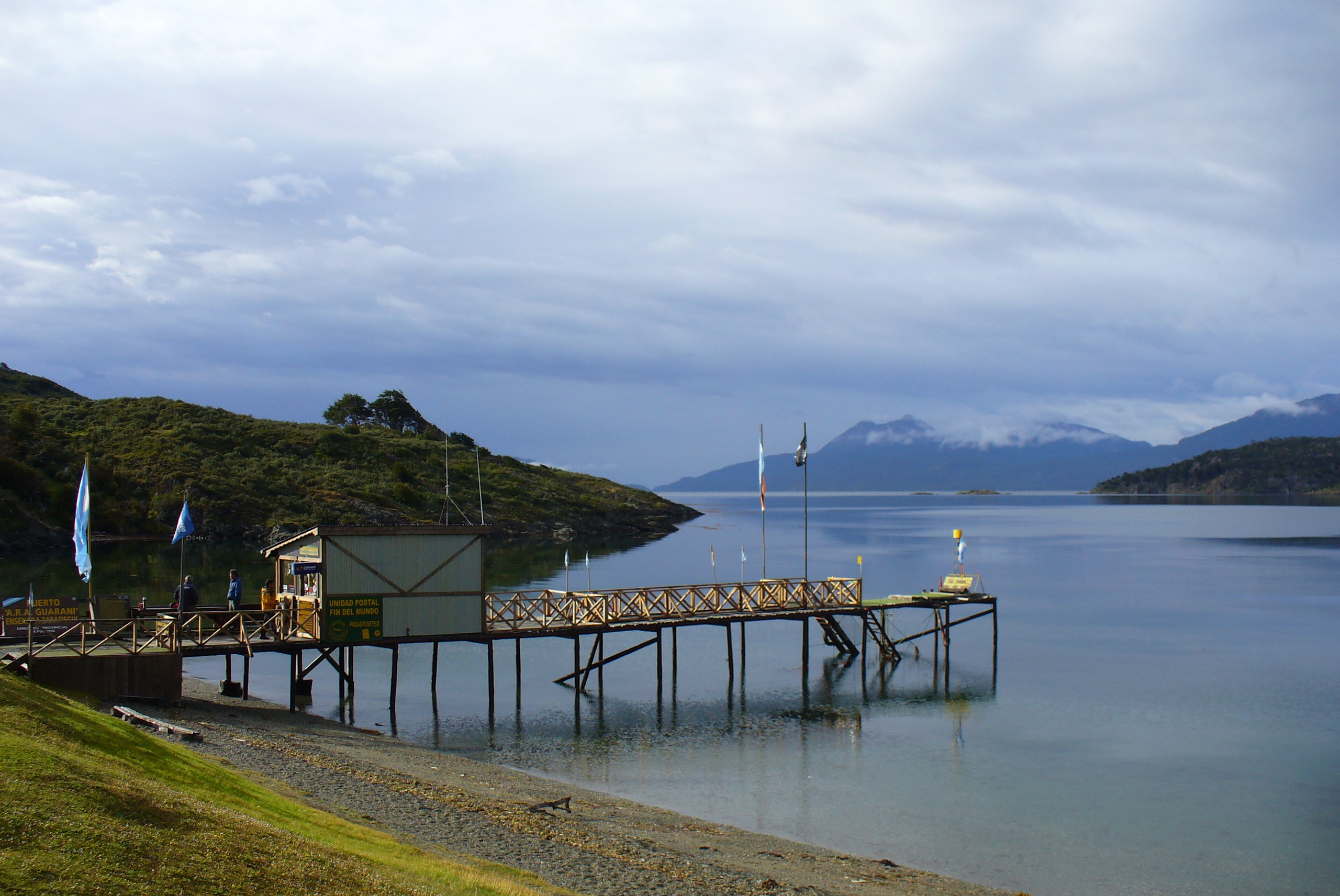
La bahía Ensenada Zaratiegui.

## Geografía

### Etimología toponímica
Etimológicamente, este topónimo es un epónimo que honra el nombre del capitán de corbeta Gerardo Zaratiegui, quien fuera el comandante del remolcador ARA Guaraní, con asiento en la Base Naval Ushuaia, buque que fue su tumba (junto a la de otros 37 hombres) al hundirse en octubre de 1958 en aguas del archipiélago fueguino próximas al estrecho de Le Maire, durante un temporal de inusitada violencia y en ejercicio de una compleja misión de apoyo logístico a un Douglas DC-4 para lograr salvar a un cabo segundo intervenido quirúrgicamente de apendicitis aguda en la base antártica Melchior. El muelle de esta misma bahía lleva el nombre de dicho barco.

### Situación geográfica
Esta bahía se encuentra localizada en las coordenadas: 54°50′48.78″S 68°28′53.08″O / -54.8468833, -68.4814111. Está situada sobre la margen septentrional del sector medio del paso interoceánico denominado canal Beagle, en la región sudoriental del océano Pacífico Sur. La bahía posee un largo (longitudinalmente) de 2,6 km y un ancho (latitudinalmente) de 1500 m. La enmarcan cordones montañosos de la porción fueguina de la cordillera de los Andes: por el oeste el cerro Bellavista —de 299 m s. n. m.—, y por el este el monte Susana —de 500 m s. n. m.—. Su ribera norte posee un puerto natural, denominado «Puerto Guaraní». Dos islas se interponen en el área de contacto con las aguas abiertas del Beagle: la isla Estorbo y, la mayor, la isla Redonda, ambas son antiguos nunataks rocosos. Hacia el este pone fin a esta bahía la punta Susana.  
En la parte central de la bahía desemboca el arroyo Piloto, y algo hacia el oeste el arroyo Rayadito.

### Origen geológico
La bahía Ensenada Zaratiegui es el resultado de la acción de los glaciares. Un enorme glaciar que en las últimas fases de las glaciaciones cuaternarias descendía desde la cordillera Darwin avanzaba por donde hoy se encuentra el canal Beagle formando un valle longitudinal, al cual se le fue puliendo su fondo con la acción abrasiva de los hielos. Posteriormente, ante el retroceso posglacial, los espacios que habían estado ocupados por el hielo fueron invadidos por el mar. Son diversos los rasgos que atestiguan estos procesos geológicos; entre ellos destaca el perfil transversal de forma de "U" que posee su valle, con la berma visible, así como la presencia de morrenas. 
En las costas de esta bahía es posible observar esquistos replegados y rocas metamorfitas de la formación Lapataia que se visualizan en el sector occidental de la playa de la bahía Ensenada. Son las rocas más antiguas de toda la isla Grande de Tierra del Fuego, con una antigüedad de 200 millones de años. Entre estas destacan las filitas grises y esquistos con tonos verdosos (por el epidoto y la clorita), los cuales se muestran fuertemente plegados e inyectados con venas de cuarzo blanco-lechoso. Se presentan en laminillas las que, gracias a su fino grano, fácilmente se exfolian, mostrando su color gris acerado con tonos brillantemente satinados, los que son otorgados por doradas partículas de pirita (u oro de los tontos). 
Entre el 8000 y 3860 años AP, esta bahía se extendía algo más dentro de la isla, al estar el nivel de las aguas del Beagle a mayor altura. Posteriormente, una disminución de algunos metros en el nivel marino le otorgó sus límites actuales.

### Clima

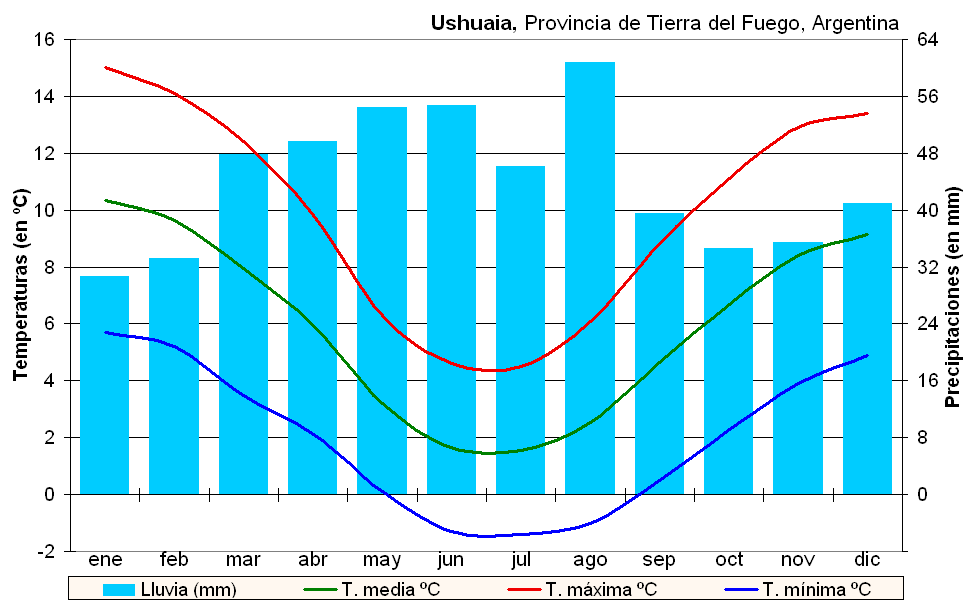
Climograma de Ushuaia, aplicable a la cercana bahía Ensenada Zaratiegui.

El clima de la bahía Ensenada Zaratiegui pertenece al subpolar oceánico, o al patagónico húmedo. Posee una temperatura media anual de 5,7 °C y una escasa oscilación térmica anual, que va de -0,3 en julio a 9,4 °C en enero; son extrañas las temperaturas de más de 15 °C en verano o menores a -8 °C en invierno. Los récords de temperaturas absolutas son 29,4 °C (ocurrió en diciembre) y -25,1 °C (ocurrió en julio). Tal es lo persistente del frío que en pleno verano austral se han registrado eventuales nevadas, o temperaturas de solo -6 °C. Las precipitaciones, que en invierno suelen ser en forma de nieve, están repartidas equitativamente a lo largo del año sumando un total de 524 mm pero, si bien parecerían exiguas, a causa de la constante temperatura baja se tornan suficientes para otorgarle a esta bahía un clima húmedo; también ayuda para ello el alto promedio de días con alguna precipitación —200 días al año—, siendo también alto el número de días nublados o brumosos.

### Riqueza biológica
Las aguas de esta bahía se incluyen en la ecorregión marina canales y fiordos del sur de Chile.

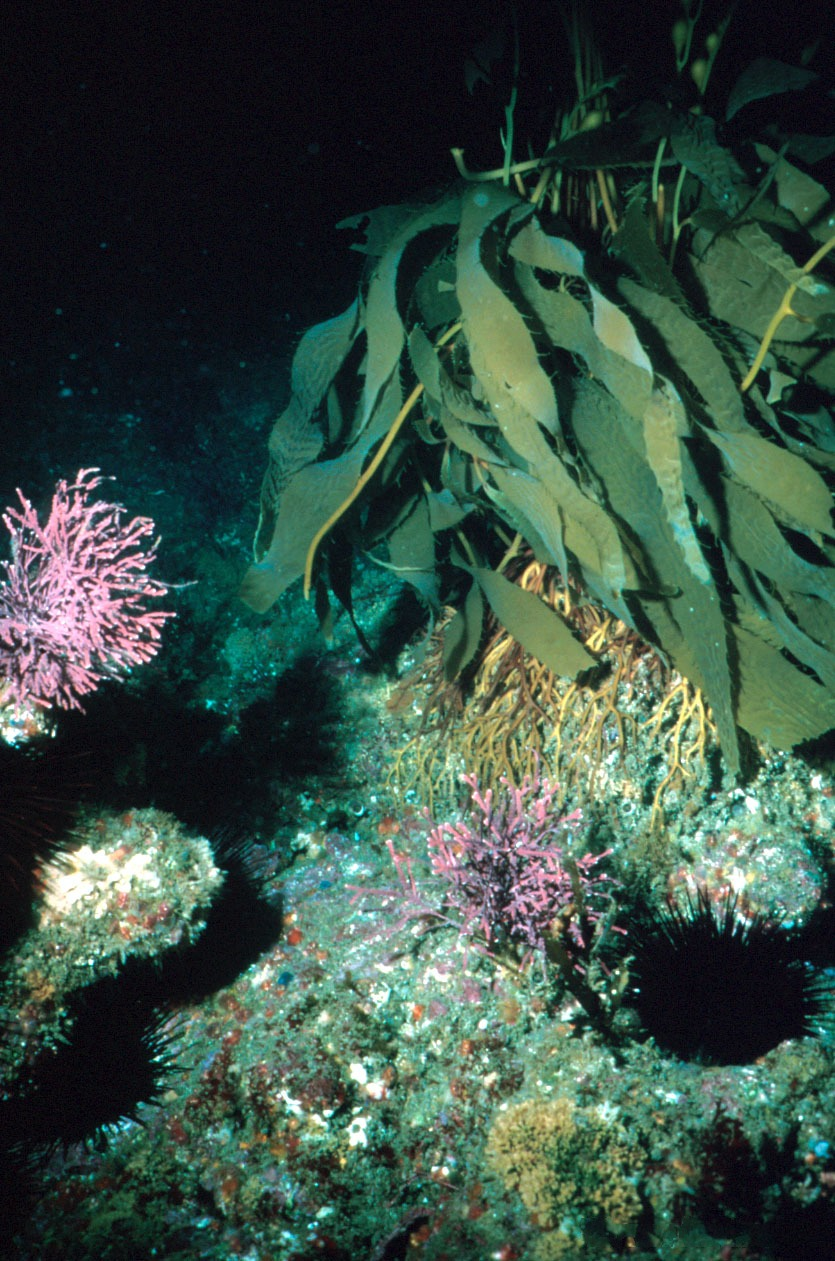
cachiyuyos gigantes.

#### Fauna

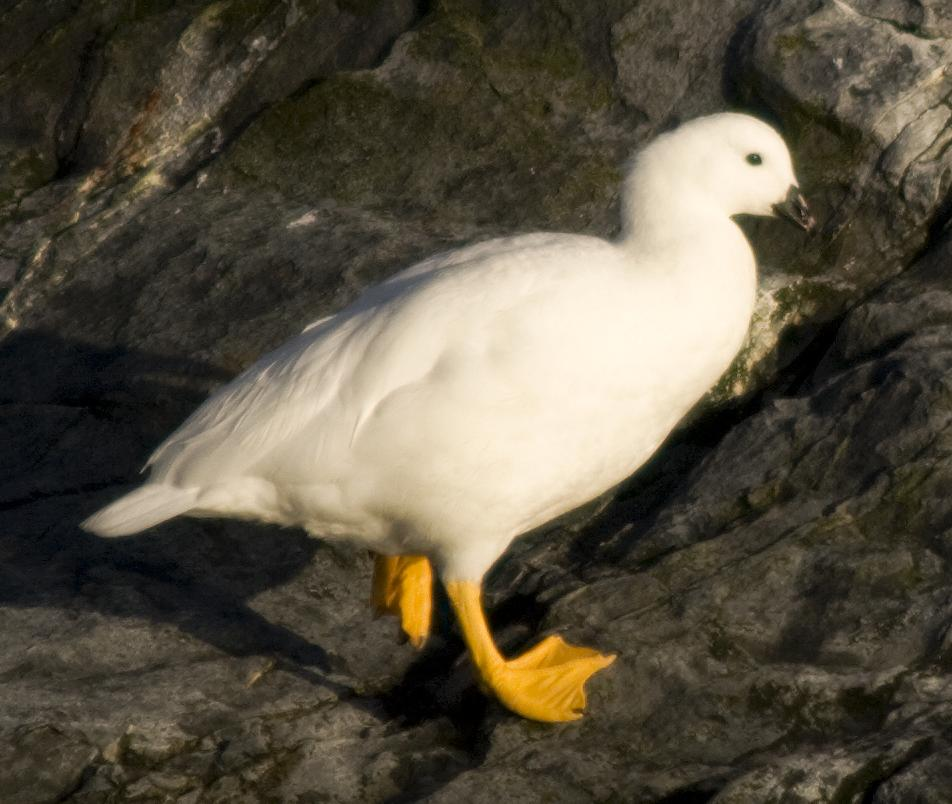
caranca o cauquén de mar.

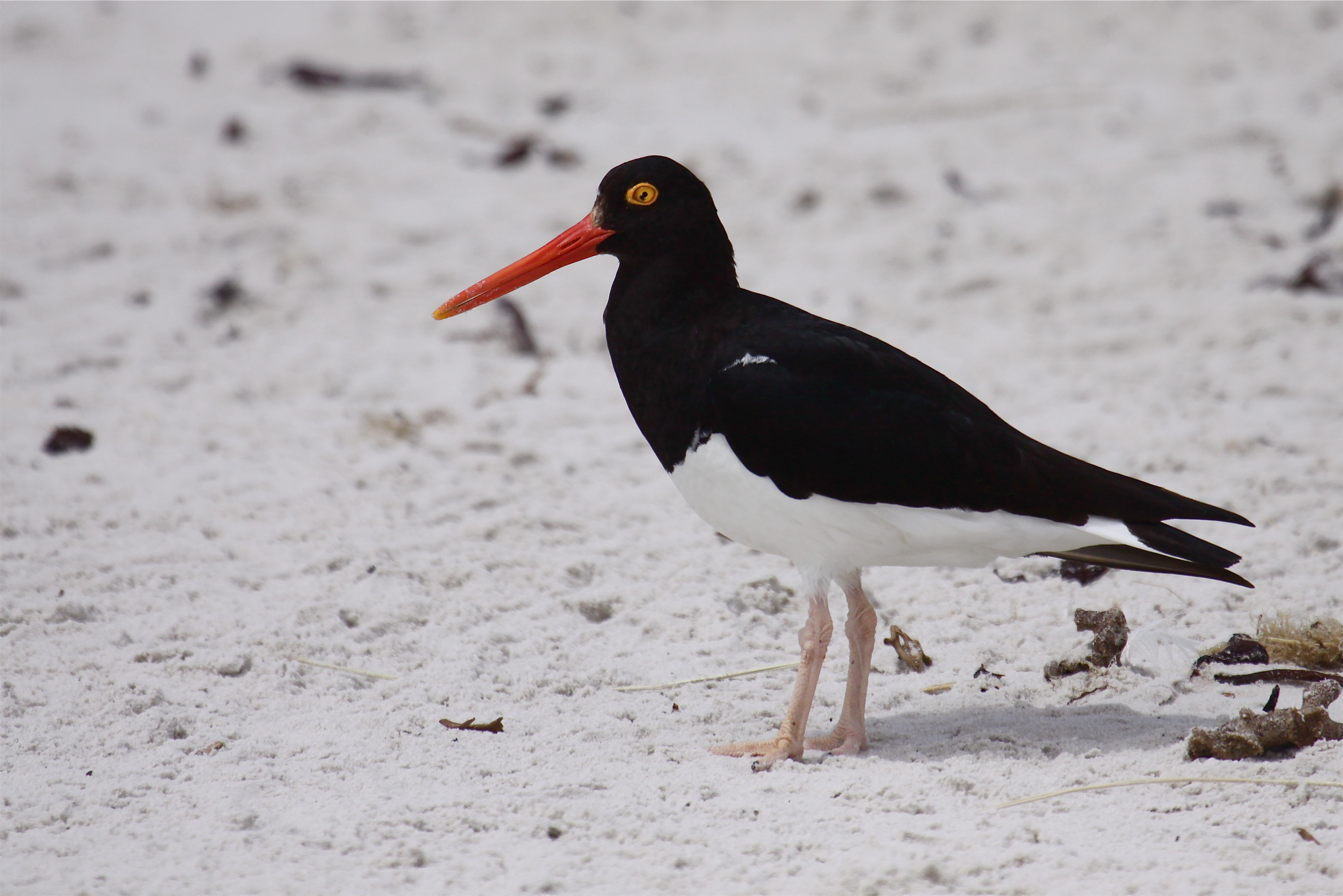
ostrero austral.

Sus aguas y costas cuentan con especies típicas del sudeste del océano Pacífico, siendo comunes en el sur de Chile, e isla de los Estados, pero algunas son muy raras en el sector argentino de la isla Grande de Tierra del Fuego o están ausentes en el resto del país. Entre ellas podemos enumerar al delfín chileno, al chungungo (una nutria marina), el matamico grande, la remolinera negra, y el pato vapor del Pacífico.
Las aguas de la bahía Ensenada Zaratiegui son ricas en aves y mamíferos marinos, peces, y diversos invertebrados, de los cuales se destaca especialmente la centolla patagónica de carne conocida por su delicado sabor, constituyéndose en el plato culinario típico de la comarca. Suelen frecuentar sus islas y costas lobos marinos de un pelo y de dos pelos sudamericano, aves marinas como las gaviotas australes, y de cormoranes imperiales.

#### Flora
Las aguas de bahía Ensenada Zaratiegui son notables por poseer bosques sumergidos de cachiyuyos gigantes, alga parda de enormes proporciones, la cual sostiene una rica biodiversidad marina. A pesar de que las temperaturas son frías todo el año, las costas de la bahía Ensenada Zaratiegui se encuentran cubiertas de altos bosques magallánicos. 

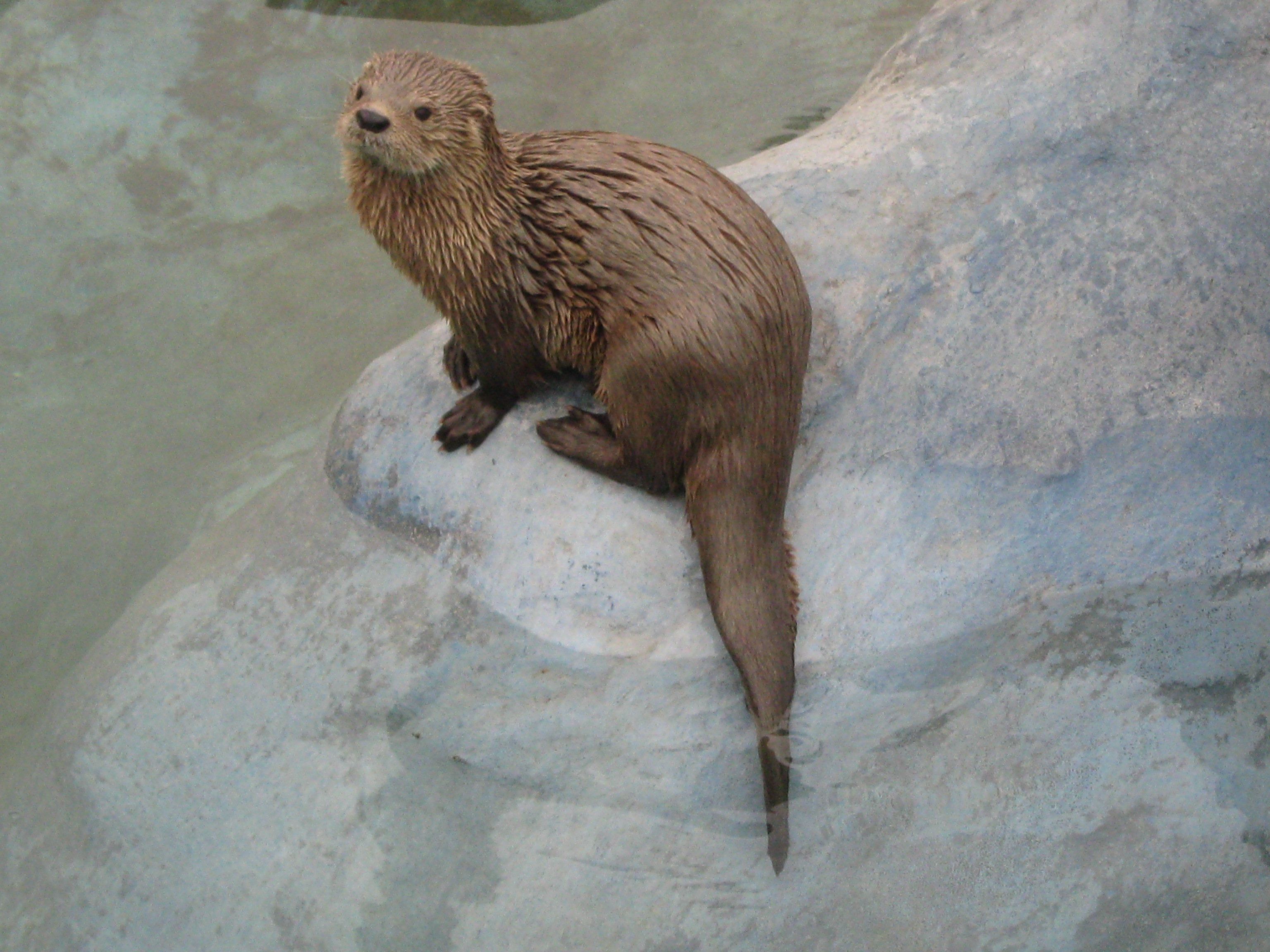
chungungo.

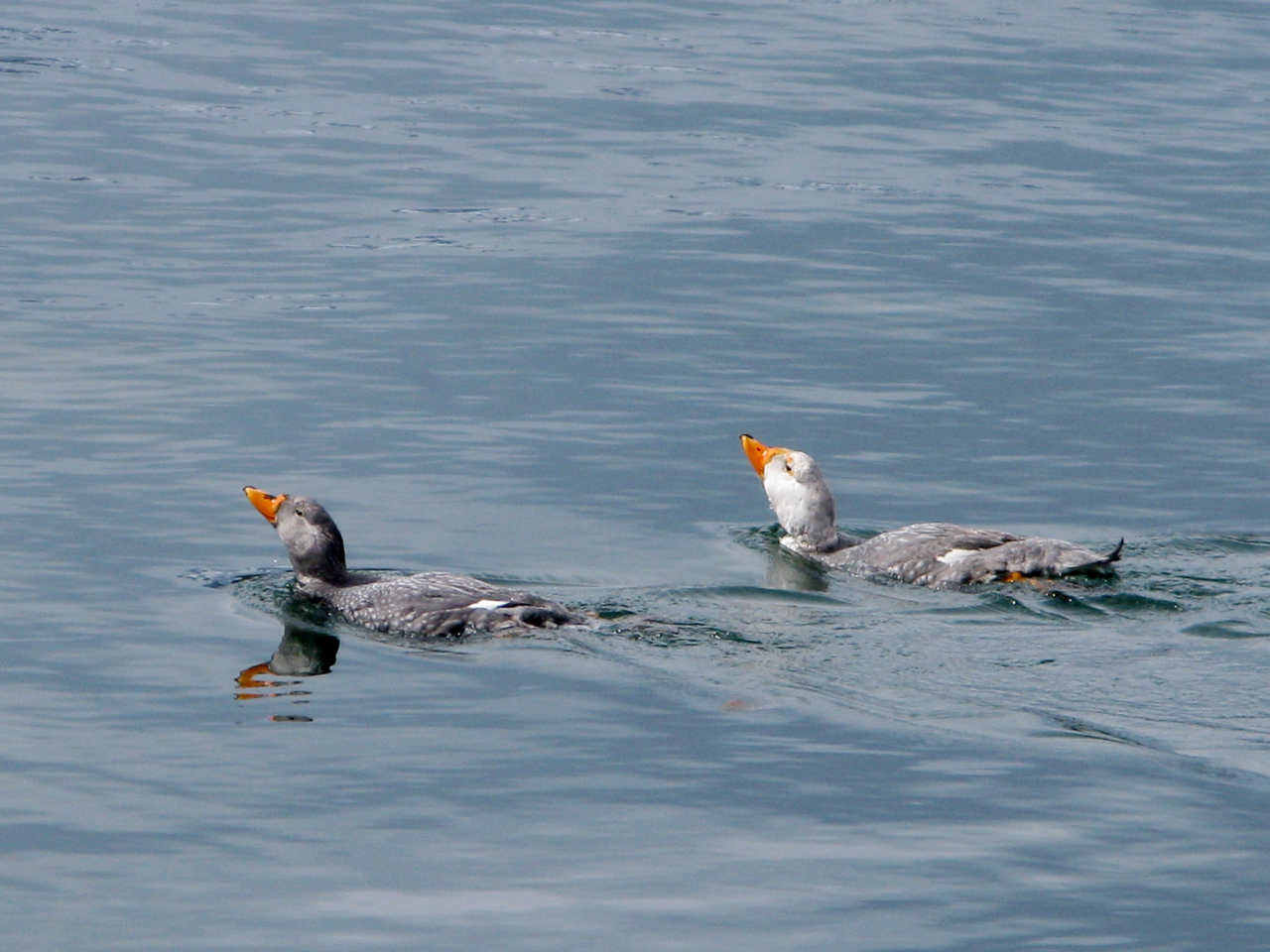
Pareja de pato vapor del Pacífico.

## Historia

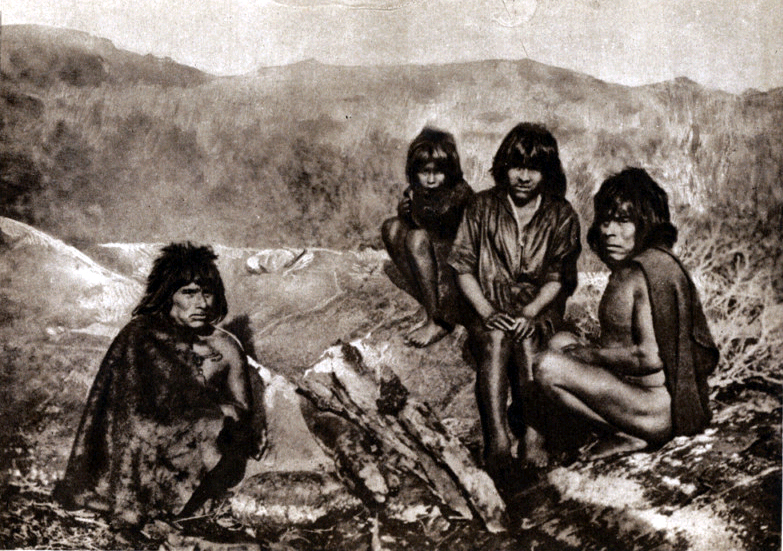
Los yámanas eran los primitivos habitantes de la bahía Ensenada Zaratiegui.

### Primitivos habitantes
Cazadores, mariscadores, y recolectores, de la parcialidad wakimáala o central, de la etnia canoera de los yámanas o yaganes ocuparon sus costas, explotando sus recursos biológicos. Los cúmulos con los restos de cenizas, huesos y dientes de mamíferos marinos, y valvas de mejillones de los que se alimentaban (Mulinia edulis, Mytilus chilensis, Aulacomya atra, Yoldia), aún son perfectamente visibles en las primeras lomadas inmediatas a sus playas, cubiertos por vegetación herbácea. Estos cúmulos son denominados localmente conchales o concheros antropogénicos. Dataciones en una de las ocupaciones de la región determinaron una antigüedad de 1700 años AP. Estos amerindios fueron sus únicos habitantes hasta la llegada de los colonos occidentales, al comenzar a poblarse la que luego sería la ciudad argentina de Ushuaia, en 1869.

### Colonización occidental del área
En el sector oeste de esta bahía funcionó un aserradero, el cual utilizaba un muelle de troncos que terminó obsoletó, y que aún se observa al oeste del muelle activo. El aserradero fue desactivado el 30 de septiembre de 1960 cuando fue definitivamente creado el parque nacional, mediante la ley Nº 15554. En dicha ley se protege el territorio hasta las costas marinas, por lo que estrictamente la bahía no está comprendida dentro del área protegida. Hay proyectos para que se extienda la superficie del parque y cubra también sus aguas costeras e islas de su frente marítimo.

### Disputa por su soberanía
La bahía Ensenada Zaratiegui se vio envuelta en la disputa limítrofe entre la Argentina y Chile, conocida como Conflicto del Beagle.
En 1971 ambos países acordaron en un Compromiso de Arbitraje someter la soberanía de las aguas e islas de dicho canal a la sentencia de un Tribunal Arbitral que debía dar a conocer su decisión a la reina Isabel II de Inglaterra. Algunas interpretaciones en Chile del texto del tratado limítrofe de 1881 determinaban que el límite binacional terminaba en la costa austral de la isla Grande de Tierra del Fuego, y la totalidad de las aguas del canal, junto con todas sus islas, serían chilenas. Si este fuera el caso, la Argentina tendría una costa seca, es decir tendría costa, pero no acceso al mar. Entre quienes sostuvieron esa tesis destacan, quien la esbozaría en 1905, el periodista Arturo Fagalde, y el estudioso Jaime Eyzaguirre, quien desarrolló la Teoría de la línea de la costa seca durante la primera mitad del siglo XX:

Luego la línea no se introduce en el canal, no lo comprende, queda fuera de él, sólo lo toca en su borde superior. El canal resulta así entero de Chile. Si el Tratado hubiera dicho que la línea llegaba hasta el medio o centro o hasta el eje del canal, se habría entendido que la mitad Norte del mismo correspondería a Argentina y la mitad Sur a Chile. Pero habría que torcer los términos claros del acuerdo para llegar a esta conclusión.

Esta interpretación fue llevada por Chile en la consulta al Tribunal Arbitral que dictó luego el Laudo Arbitral de 1977, pero solo como petitorio alternativo, en el punto segundo al final de las audiencias orales del 14 de octubre de 1976. En su falló la corte arbitral señaló que toda atribución de un territorio debe ipso facto traer aparejado sus aguas anexas, por lo tanto consideró inaceptable la tesis chilena. Seguidamente demarcó la traza del límite binacional sobre el canal de Beagle, otorgándole a la Argentina las aguas, islas, e islotes ubicados al norte de dicha línea, entre ellas a la bahía Ensenada Zaratiegui. Si bien posteriormente la Argentina declararía insanablemente nula a la decisión arbitral, en las negociaciones binacionales de los años posteriores al fallo el resultado del laudo en este sector fue respetado. El conflicto se solucionó finalmente con la firma del Tratado de 1984, en donde ambos gobiernos, bajo un proceso de mediación del papa Juan Pablo II, en el sector del canal Beagle reconocieron como frontera la trazada por el Laudo Arbitral (aunque sin nombrarlo explícitamente en el tratado), lo cual refrendó definitivamente la soberanía argentina sobre la bahía Ensenada Zaratiegui.

## Infraestructura y acceso

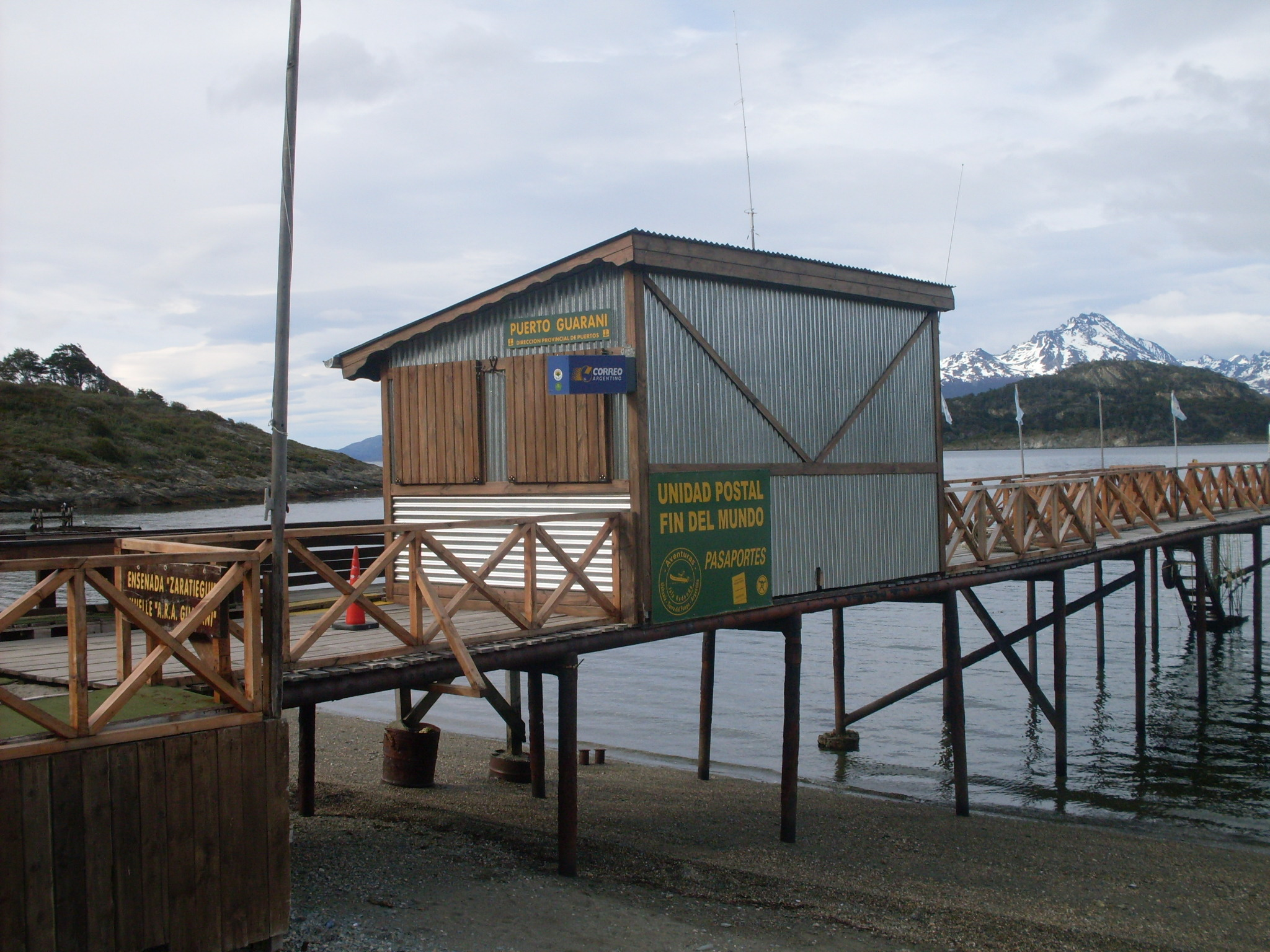
Oficina Postal «Puerto Guaraní».

Sus riberas son administradas por la Administración de Parques Nacionales. De manera pedestre, su costa es accesible por dos senderos del parque nacional Tierra del Fuego, pues se sitúa en el sector de 2000 ha que en el extremo meridional del mismo están abiertas al público.
Pero el acceso más sencillo es mediante un breve desvío de 1400 metros hacia la izquierda desde la Ruta Nacional 3, la cual nace en la ciudad de Buenos Aires y concluye pocos kilómetros después de ese desvío en el paraje denominado «Fin del Mundo» de la bahía Lapataia. Por esta ruta, la bahía es fácilmente accesible, mediante cualquier tipo de automóviles y durante todo el año, desde la cercana ciudad de Ushuaia, distante 15 km. 
También se puede llegar por vía marítima en embarcaciones semirrígidas que parten del embarcadero «Puerto Arias» de la bahía Lapataia y atracan en la bahía Ensenada Zaratiegui en el muelle turístico «Puerto Guaraní». Sobre el mismo se encuentra una pequeña construcción que opera como oficina postal del Correo Argentino.

### Atractivos turísticos
Esta bahía se ha convertido en un atractivo turístico, siendo una de las visitas obligadas en las excursiones que, partiendo desde la ciudad de Ushuaia, buscan conocer los atractivos del parque nacional Tierra del Fuego. Un punto importante de la bahía Ensenada Zaratiegui es el muelle turístico «Puerto Guaraní», situado en la costa del canal de Beagle. Desde él parten semirrígidos hacia la cercana isla Redonda, servicios que se prestan desde la primavera hasta mediados de abril. La empresa privada a cargo de los traslados comenzó con los viajes en el año 1998 gracias a un permiso precario, pero por causa de supuestos incumplimientos a las condiciones fijadas en dicho permiso, este fue revocado, lo que produjo un conflicto judicial entre dicha empresa y la entidad de parques nacionales.
También se puede efectuar una caminata transitando por un sendero entre el bosque el cual bordea la ribera del Beagle hacia el oeste; este recorrido se realiza por la denominada «Senda Costera», mediante la cual se puede llegar a la ribera norte de la bahía Lapataia. En ella se aprecian, desde diversos puntos y miradores, panorámicas vistas de las islas chilenas y argentinas y de los canales fueguinos, destacando las vistas a la isla Hoste y al canal Murray. Es ideal también para el avistamiento de aves, tanto del bosque como marinas.
Otra de las opciones que practican los visitantes es acceder, por una senda en dirección al este, a una palestra natural sin salir del área protegida pero dentro de un campo privado de una superficie de 322 ha ubicado en la Parcela Rural 204, propiedad de la empresa «Luciano Preto y Cía». Dicha palestra es apta para desarrollar actividades de escalada.
Las aguas de la bahía Ensenada son frecuentadas por los que practican buceo, quienes buscan contemplar los bosques de algas junto a su fauna característica.
En el camino de acceso, antes de llegar a la bahía, se encuentra un área habilitada para la práctica de camping libre.